# Halichoeres maculipinna
Girelle clown
Espèce
Synonymes
- Halichoeres maculipinnis (Müller & Troschel, 1848)[1]
- Julis maculipinna Müller & Troschel, 1848[1]

Statut de conservation UICN

 LC  : Préoccupation mineure
Halichoeres maculipinna, communément connue sous le nom de Girelle clown, est une espèce de poissons tropicaux vivant dans la mer des Caraïbes et les régions adjacentes de cette dernière dans l'Ouest de l'océan Atlantique. Il s'agit d'un carnivore multi-coloré qui se trouve en grand nombre dans toute son aire de répartition.

## Description
Cette espèce mesure généralement moins de 120 millimètres de long. Le poisson est légèrement allongé avec un corps supérieur et inférieur presque symétrique. Il a un museau pointu et des rangées de petites dents dans ses mâchoires supérieure et inférieure avec deux ensembles de canines de chaque (à l'avant et dans les coins de sa bouche). Sa nageoire pectorale a quatorze rayons, sa nageoire dorsale a onze rayons et neuf épines, et sa nageoire anale a onze rayons et trois épines.
Sa face dorsale est jaune et est séparée de son côté ventral blanc par une bande noire. Il a trois lignes rouges à travers le dessus de sa tête, et certains spécimens peuvent être dotés d'une tache sombre sur leur nageoire dorsale.

## Répartition et habitat
Ce poisson vit dans l'Atlantique Nord-Ouest. Son aire de répartition s'étend de l'État de Caroline du Nord aux États-Unis à l'île des Bermudes et à la Colombie. Il est également endémique aux îles des Caraïbes comme Cuba et les îles Caïmans ainsi que des pays d'Amérique centrale comme le Belize. Halichoeres maculipinna aurait été aussi repéré au Brésil, mais une étude menée en 2004 a montré que ces poissons appartenaient à des espèces différentes.
Halichoeres maculipinna vit sur les sommets des récifs coralliens, dans les zones rocheuses et également dans les algues brunes. Il se trouve généralement de 1 à 30 mètres de profondeur.

## Alimentation et reproduction
Il s'agit d'un poisson carnivore qui se nourrit principalement d'invertébrés et d'autres poissons. L'espèce est hermaphrodite successive. Les mâles sont particulièrement territoriaux et la reproduction se fait par ponte (frayère).

## Statut de conservation
Bien que l'évaluation quantitative de la population de Halichoeres maculipinna n'ait pas été effectuée, elle est très répandue et assez commune dans toute son aire de répartition. L'espèce ne fait face à aucune menace importante au-delà de la collecte occasionnelle pour des aquariums.